# Hermia
A Hermia a Hermész férfinév női párja. A németben a Hermina alakváltozata.

## Gyakorisága
Shakespeare használta először női névként a Szentivánéji álom című művében.
Az 1990-es években szórványos név, a 2000-es években nem szerepel a 100 leggyakoribb női név között.

## Névnapok
- augusztus 28.[2]